# Trzciano (województwo pomorskie)

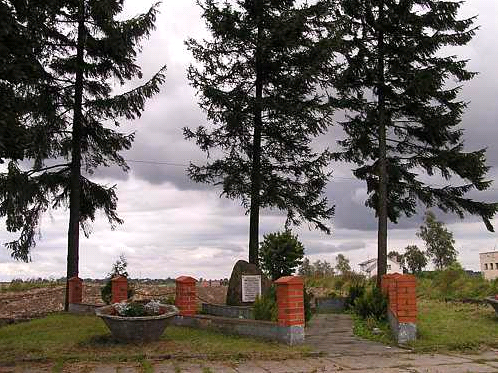
Kamień upamiętniający bitwę pod Trzcianem w 1629

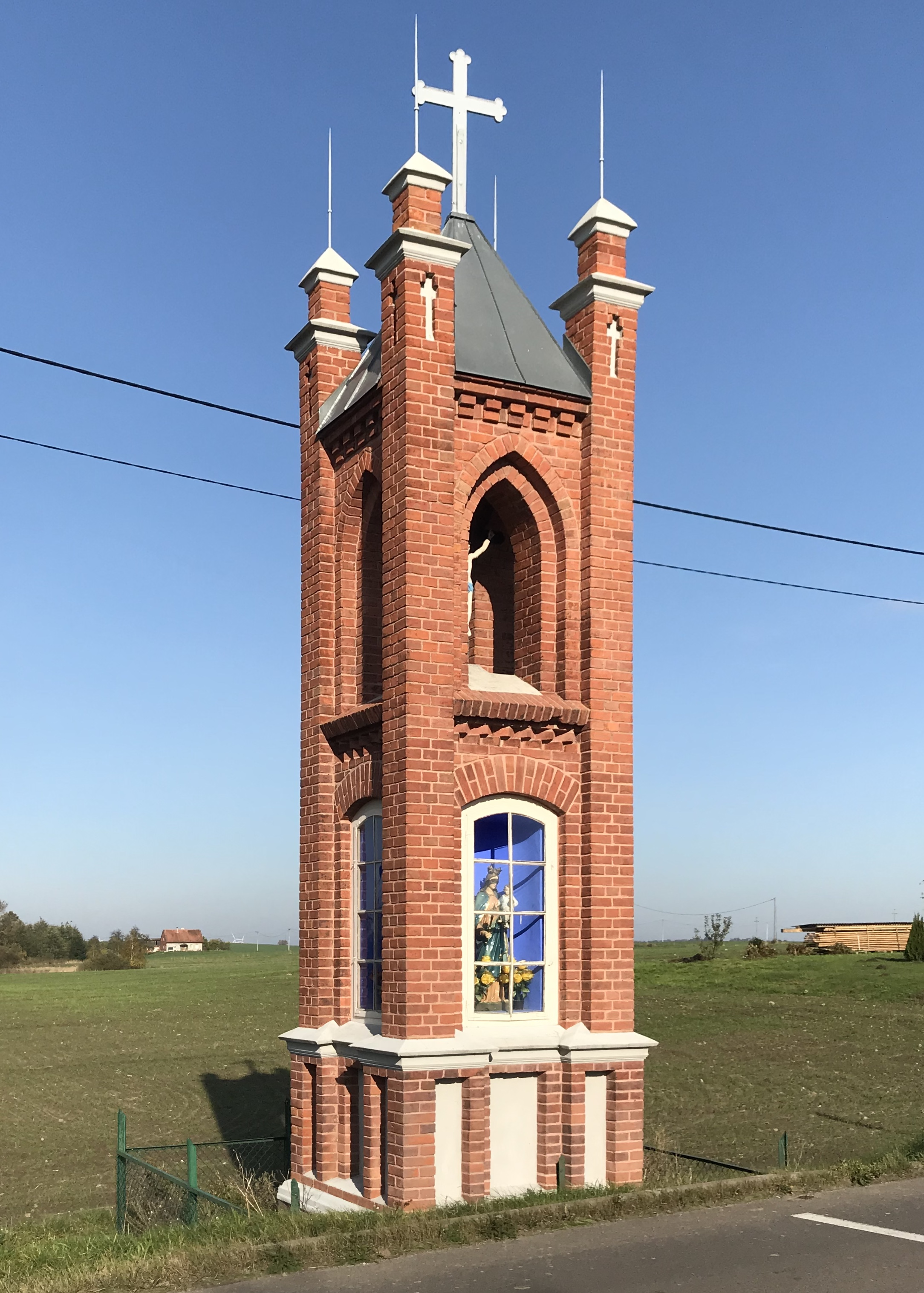
Kapliczka w Trzcianie, wzniesiona w 1882

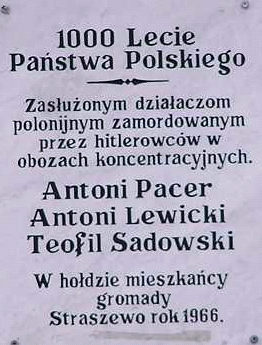
Odsłonięta w 1966 tablica pamiątkowa upamiętniająca działaczy polonijnych z Trzciana z okresu II wojny światowej

Trzciano (niem. Honigfelde lub Königfelde) to wieś położona na skraju Pojezierza Iławskiego w Polsce, w województwie pomorskim, w powiecie kwidzyńskim, we wschodniej części gminy Ryjewo. Miejsce rozegrania się bitwy polsko-szwedzkiej w 1629.
Trzciano znajduje się na trasie drogi powiatowej Kwidzyn-Straszewo. Wieś zachowuje typowo rolniczy charakter oraz rozproszoną zabudowę. Łączna długość dróg publicznych znajdujących się na jej obszarze wynosi 16,38 km.
W Trzcianie działa świetlica wiejska, Ochotnicza Straż Pożarna oraz klub piłkarski Rodło Trzciano, biorący udział w rozgrywkach lokalnej A-klasy. Sołtysem wsi jest Adam Gubiec .
Liczba mieszkańców wsi sukcesywnie maleje – w 1877 wynosiła 1040, w latach 30. XX wieku około 700, w 2005 licząc około 440.

## Historia wsi

### XIII-XVI wiek
Wieś powstała w pierwszej połowie XIII wieku na terenach państwa krzyżackiego, w ramach prowadzonej wówczas akcji osadniczej – pierwsze wzmianki o Trzcianie pochodzą z roku 1242. Inne źródła wskazują na okres pomiędzy 1327 a 1366.
Wieś królewska Trzcianna położona była w II połowie XVI wieku w województwie malborskim.
Pierwotna nazwa wsi, nawiązująca do wyrabianego w niej miodu, brzmiała prawdopodobnie Medicz/Miedicz. Pokrewne znaczenie przejęła również jej niemiecka nazwa – Honigfelde (niem. miodowe pole) która w późniejszych latach, zapewne wskutek pomyłki przyjmowała również formę Königfelde (niem. królewskie pole). Pod obiema tymi nazwami Trzciano występuje na mapach Pomorza z XVII wieku.
Po zakończeniu wojny trzynastoletniej wieś leżała w granicach Prus Królewskich, na początku XVI wieku stając się własnością pruskiej rodziny Brandtów.

### Wojny szwedzkie
Podczas wojny polsko-szwedzkiej toczonej w latach 1626-1629 Trzciano stało się świadkiem ważnych działań wojennych – 27 czerwca 1629 nastąpiło tu starcie wojsk króla szwedzkiego Gustawa Adolfa i hetmana polnego Stanisława Koniecpolskiego, zakończone zwycięstwem sił polskich i mające istotny wpływ na doprowadzenie do późniejszego rozejmu. Bitwę upamiętniała drewniana kapliczka, w 1882 zastąpiona kapliczką murowaną. Obecnie we wsi znajduje się również kamień pamiątkowy oraz udostępniony do użytku w 2021 kiosk multimedialny, będący częścią lokalnej ścieżki edukacyjnej.
Bitwa znana jest w historiografii jako bitwa pod Trzcianą, wskazując na funkcjonowanie w tym czasie zmienionej już polskiej nazwy, nawiązującej do trzcin – Trzciana, Trzciany lub Trzcianka, z której wyewoluowała nazwa obecna.
Z bitwą związana jest miejscowa legenda, według której podczas starcia król Gustaw Adolf upuścił do jednego z miejscowych jezior swą buławę, która pozostaje nieodnaleziona do dziś. Zgubienie buławy jako znaku władzy wojskowej symbolizowało klęskę szwedzką.
Do XVII wieku we wsi znajdował się kościół katolicki, zniszczony w czasie wojen szwedzkich.

### XX wiek
W czasie dwudziestolecia międzywojennego Trzciano leżało na terenie Prus Wschodnich, zamieszkiwane przez ludność polsko- oraz niemieckojęzyczną. W ramach przeprowadzonego w 1920, przegranego przez Polskę plebiscytu na Warmii i Mazurach mieszkańcy wsi opowiedzieli się w 64,36% za przynależnością do Polski. Trzciano stanowiło również ośrodek lokalnych działaczy propolskich – należeli do nich Antoni Pacer, Teofil Sadowski oraz Antoni Lewicki, który przewodniczył lokalnej filii organizacji Sokół oraz założył w swoim domu polską szkołę. Wszyscy trzej zginęli w obozach koncentracyjnych (Stutthof oraz Mauthausen-Gusen) wskutek zaostrzenia represji hilterowskich od 1939. Działaczy upamiętnia tabliczka odsłonięta w 1966.
W latach 1945–1975 Trzciano należało administracyjnie do województwa gdańskiego, w 1975–1998 do województwa elbląskiego, od 1999 należy do powiatu kwidzyńskiego w województwie pomorskim.